# Sem Olhar para Trás
Sem Olhar Para Trás é o quinto álbum de estúdio do cantor português Mickael Carreira sendo lançado em 24 de novembro de 2014 e foi
certificado como disco de platina menos de dois meses depois.
O primeiro single do álbum foi “Tudo o Que Tu Quiseres” com participação da banda B4. Esta música foi escolhida pelos sócios da Organização Geral dos Amantes da Eurovisão Portugal (OGAE) como representante da associação portuguesa no OGAE Song Contest 2015. “A Noite ao Contrário” foi o segundo single do álbum. Seu videoclipe foi lançado a 3 de maio de 2015 tendo sido realizado por Nellson Klasszik e Jihad Kahwajy. O vídeo foi parcialmente filmado na praia. O CD também conta também conta com a faixa “Bailando” de Enrique Iglesias com participação de Carreira, Descemer Bueno e Gente de Zon. A versão original da faixa foi escrita para o álbum Sex and Love de Iglesias.

## Faixas
| CD             |                                                                       |         |  |
| N.º            | Título                                                                | Duração |  |
| 1.             | "A Noite ao Contrário"                                                | 3:36    |  |
| 2.             | "Chega"                                                               | 3:52    |  |
| 3.             | "Tudo que Tu Quiseres (part. B4)"                                     | 4:13    |  |
| 4.             | "Ela"                                                                 | 4:01    |  |
| 5.             | "Longe de Ti"                                                         | 3:39    |  |
| 6.             | "Como É que Eu Faço pra Esquecer"                                     | 3:08    |  |
| 7.             | "Bailando (com Enrique Iglesias part. Descemer Bueno e Gente de Zon)" | 4:03    |  |
| 8.             | "Lágrimas no Rosto"                                                   | 3:51    |  |
| 9.             | "Só Quero Estar Contigo"                                              | 3:23    |  |
| 10.            | "Só Mais Uma Noite (part. Anselmo Ralph)"                             | 3:39    |  |
| 11.            | "Diz-me Que Vais Ficar"                                               | 3:27    |  |
| 12.            | "Vem Recomeçar"                                                       | 3:35    |  |
| Duração total: | Duração total:                                                        | 44min   |  |

## Posições
| Paradas (2014) | Posições |
| -------------- | -------- |
| Portugal - AFP | 3        |

| País / Certificadora | Certificação | Vendas |
| -------------------- | ------------ | ------ |
| Portugal AFP         | Platina      | 15.000 |